# Revueltas Sánchez
Revueltas Sánchez ist der Nachname der Kinder von Gregorio Revueltas Gutiérrez (1871–1923) und Romana Sánchez Arias (1883–1939), einer ursprünglich aus Durango stammenden mexikanischen Künstlerfamilie. Insgesamt zählten zwölf Kinder zur Familie. Von 1910 bis 1913 lebte die Familie in Guadalajara, später dann in Mexiko-Stadt.
- Fermín Revueltas Sánchez (1901–1935), mexikanischer Maler
- José Revueltas Sánchez (1914–1976), mexikanischer Autor und politischer Aktivist, siehe José Revueltas
- Rosaura Revueltas Sánchez (1910–1996), mexikanische Schauspielerin und Autorin, siehe Rosaura Revueltas
- Silvestre Revueltas Sánchez (1899–1940), mexikanischer Komponist, Geiger und Dirigent